# 列夫尔
列夫尔（法語：Lièpvre，法語發音：[ljɛvʁ]；洛林语：Co Lieuf）是法国上莱茵省的一个市镇，属于科尔马-里博维莱区。

## 地理
列夫尔（48°16'20"N, 7°16'57"E）面积12.55 平方千米，位于法国大東部大區上莱茵省，该省份为法国东部内陆省份，是阿尔萨斯的一部分，今与下莱茵省组成了阿尔萨斯欧洲集体，其北临下莱茵省，西接孚日省，西南接贝尔福地区省，东侧沿莱茵河与德国相望，南与瑞士接壤。
与列夫尔接壤的市镇（或旧市镇、城区）包括：里博維萊、圣伊波利特、圣克鲁瓦欧米讷、龙巴勒弗朗、金蔡姆、奥尔什维莱尔、拉旺塞勒、罗代恩。

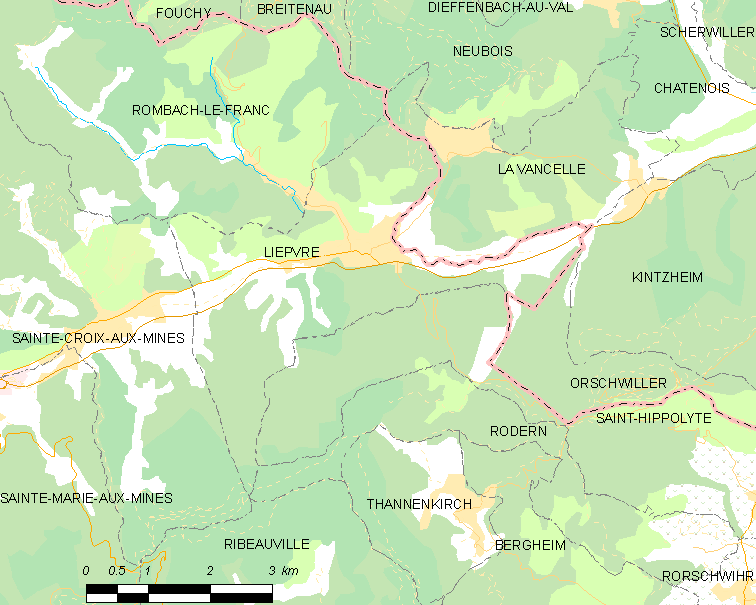
列夫尔的OSM定位图

列夫尔的时区为UTC+01:00、UTC+02:00（夏令时）。

## 行政
列夫尔的邮政编码为68660，INSEE市镇编码为68185。

## 政治
列夫尔所属的省级选区为圣玛丽欧米讷县。

## 人口

1962-2008年间列夫尔人口变化图示

列夫尔于2022年1月1日时的人口数量为1647人。